# Олех, Артур
А́ртур О́лех (пол. Artur Olech; 22 июня 1940, Львов, УССР — 12 августа 2010, Вроцлав, Польша) — польский боксёр, серебряный призёр Олимпийских Игр в Токио (1964) и в Мехико (1968) в наилегчайшем весе.

## Карьера
После окончания Второй Мировой войны переехал с семьей из Львова во Вроцлав. Выступал за клуб «Гвардия», победитель «Динамиады» 1961, 1962, 1963, 1967 годов. 4-кратный чемпион Польши. На национальном уровне постоянно соперничал со своим братом-близнецом Збигневом.
На Олимпийских играх 1964 года в Токио после отказа советского боксёра Станислава Сорокина вышел в финал, где со счетом 1:4 уступил итальянцу Фернандо Атцори, став серебряным медалистом. На следующих Летних играх в Мехико (1968) в спорном полуфинале с разницей лишь в одно очко победил угандийского спортсмена Лео Рвабвого (3:2), но финал остался за хозяином ринга, мексиканцем Рикардо Дельгадо.
В 1969 году на чемпионате Европы в Бухаресте завоевал «бронзу».
После окончания спортивной карьеры работал преподавателем по спортивной подготовке в полиции Вроцлава.